# Argentina aliceae
Argentina aliceae is een  straalvinnige vissensoort uit de familie van zilversmelten (Argentinidae). De wetenschappelijke naam van de soort is voor het eerst geldig gepubliceerd in 1969 door Cohen & Atsaides.
De soort staat op de Rode Lijst van de IUCN als niet bedreigd, beoordelingsjaar 2008.